# Controlla
«Controlla» — песня, записанная канадским певцом и композитором Дрейком с его 4-го студийного альбома Views вышедшая 7 июня 2016 года в качестве четвёртого сингла на лейблах OVO, Young Money, Cash Money и Republic. Песня была написана Дрейком, Boi-1da, Allen Ritter, Dwayne Chin-Quee, Stephen McGregor, Moses Davis, Donald Dennis, Gary Jackson, Patrick Roberts, Andrew Thomas, продюсеры Boi-1da, Supa Dups, Di Genius, Ritter. Сингл занял позицию № 18 в хит-параде Великобритании (UK Singles Chart) и вошёл в списки лучших во многих странах мира (в том числе № 1 в чарте US Rhythmic Billboard). Тираж сингла в Великобритании (и в США) превысил 0,4 млн копий и он получил золотой статус.

## Коммерческий успех
«Controlla» достиг позиции № 18 в британском хит-параде.
Песня заняла позицию № 16 на Billboard Hot 100. «Controlla» также достиг позиции № 1 в чарте Rhythmic (Billboard) и № 5 в чарте Hot R&B/Hip-Hop Songs. В Великобритании (а также в США) тираж сингла превысил 0,4 млн копий и он получил золотой статус.

## Отзывы
Издание Pitchfork Media назвало песню «Controlla» одной из лучших по итогам 2016 года (№ 62 в их итоговом списке «100 best songs of 2016»).
Включена в итоговый список Лучшие синглы США 2016 года по версии Billboard (позиция № 41).

## Чарты
| Чарт (2016)                                | Наивысшая позиция |
| ------------------------------------------ | ----------------- |
| Австралия (ARIA)                           | 46                |
| Бельгия/Фландрия (Ultratip Bubbling Under) | 8                 |
| Бельгия/Валлония (Ultratip Bubbling Under) | 9                 |
| Канада (Billboard Canadian Hot 100)        | 27                |
| Франция (SNEP)                             | 58                |
| Германия (GfK)                             | 83                |
| Ирландия (IRMA)                            | 41                |
| Italy (FIMI)                               | 95                |
| Нидерланды (Single Top 100)                | 30                |
| Новая Зеландия (Recorded Music NZ)         | 27                |
| Португалия (AFP)                           | 22                |
| Шотландия (OCC Scotland)                   | 66                |
| Швеция (Sverigetopplistan)                 | 69                |
| Швейцария (Schweizer Hitparade)            | 37                |
| Великобритания (OCC UK Singles)            | 18                |
| Великобритания (OCC UK Hip Hop/R&B)        | 5                 |
| США (Billboard Hot 100)                    | 16                |
| США (Billboard Hot R&B/Hip-Hop Songs)      | 5                 |
| США (Billboard Pop Airplay)                | 40                |
| США (Billboard Rhythmic)                   | 1                 |

| Чарт (2016)                 | Позиция |
| --------------------------- | ------- |
| Канада (Canadian Hot 100)   | 66      |
| Нидерланды (Single Top 100) | 76      |
| США Billboard Hot 100       | 41      |

## Продажи сингла
| Регион                                                                      | Сертификация  | Продажи   |
| --------------------------------------------------------------------------- | ------------- | --------- |
| Австралия (ARIA)                                                            | 3× Платиновый | 210 000   |
| Канада (Music Canada)                                                       | 2× Платиновый | 160 000   |
| Дания (IFPI Danmark)                                                        | Платиновый    | 90 000    |
| Франция (SNEP)                                                              | Золотой       | 66 666    |
| Германия (BVMI)                                                             | Золотой       | 200 000   |
| Италия (FIMI)                                                               | Золотой       | 25 000    |
| Мексика (AMPROFON)                                                          | Золотой       | 30 000    |
| Новая Зеландия (RMNZ)                                                       | Золотой       | 15 000    |
| Португалия (AFP)                                                            | Платиновый    | 10 000    |
| Швеция (GLF)                                                                | Платиновый    | 40 000    |
| Великобритания (BPI)                                                        | 2× Платиновый | 1 200 000 |
| США (RIAA)                                                                  | 5× Платиновый | 5 000 000 |
| Данные о продажах + прослушиваниях приведены только на основе сертификации. |               |           |